# Taurus PT 100
A Taurus PT 100 é uma arma de fogo semiautomática de fabricação brasileira, produzida pelas Forjas Taurus S.A., com sede no estado do Rio Grande do Sul, Brasil.

## História
Inspirado no projeto da Beretta 92, de fabricação italiana, esse modelo foi adaptado para receber munição .40 S&W em vez de 9mm Parabelum. Foi adotada por diversas instituições policiais dos Estados Brasileiros para porte pessoal e operacional dos seus agentes. A arma também pode ser encontrada em outros países, já que é uma pistola em calibre .40 S&W muito cobiçada pela sua grande capacidade no carregador e seu imenso volume, trazendo assim a intimidação por parte de eventuais alvos.[carece de fontes?]

## Descrição da Arma
- Segurança: Trava manual externa ambidestra com desarmador do cão, trava do percussor, Indicador de cartucho na câmara.
- Acabamento: Oxidado e Inox
- Materiais: Cano e ferrolho em aço, armação em alumínio.

## Utilizadores
- Polícia Rodoviária Federal
- Polícia Militar do Estado de Goiás
- Brigada Militar do Rio Grande do Sul
- Polícia Militar de Santa Catarina
- Polícia Militar do Rio de Janeiro
- Polícia Militar do Espírito Santo
- Polícia Militar do Distrito Federal
- Polícia Militar de Mato Grosso
- Polícia Militar de Mato Grosso do Sul
- Polícia Militar da Bahia
- Polícia Militar do Ceará
- Policia Militar do Maranhão
- Polícia Militar do Piauí
- Polícia Militar do Amapá
- Polícia Militar do Amazonas
- Polícia Militar de Tocantins
- Polícia Militar de Rondônia
- Polícia Militar de Roraima
- Polícia Militar de Minas Gerais
- Polícia Militar do Acre
- Polícia Militar da Paraíba
- Polícia Militar de Alagoas
- Policia Militar de Sergipe
- Polícia Militar de Pernambuco
- Polícia Militar do Rio Grande do Norte
- Polícia Civil do Estado de Goiás
- Polícia Civil de Minas Gerais